# Harriet Chalmers Adamsová

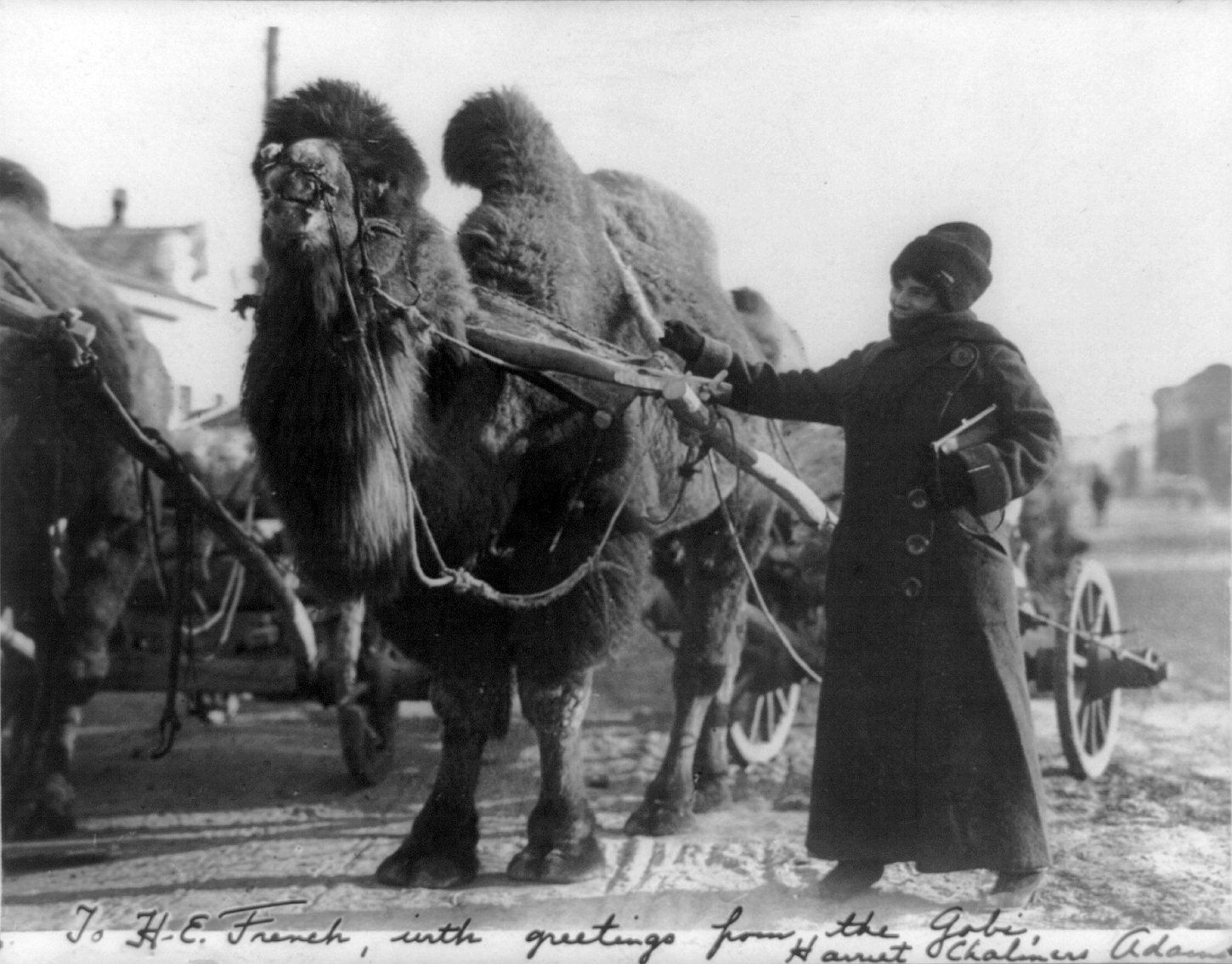
Harriet Chalmers Adamsová v poušti Gobi

Harriet Chalmers Adamsová (nepřechýleně Adams; 22. října 1875 – 17. července 1937) byla americká průzkumnice, spisovatelka a fotografka. Na počátku 20. století hodně cestovala po Jižní Americe, Asii a jižním Pacifiku a zprávy o svých cestách publikovala v časopise National Geographic. Na svých cestách často přednášela a své přednášky ilustrovala barevnými diapozitivy a filmy.

## Životopis
Harriet Chalmers Adamsová se narodila v Stocktonu v Kalifornii Alexandru Chalmersovi a Frances Wilkensové. Dne 5. října 1899 se provdala za Franklina Pierce Adamse.
V roce 1900 se Adamsová vydala se svým manželem na svou první velkou expedici, tříletou cestu po Jižní Americe, během níž navštívili všechny země a prošli Andami na koních. The New York Times napsal, že „dosáhla dvaceti lokalit, které bílé ženy dosud nepoznaly“.
Při pozdější expedici šla po stopách raných objevů Kryštofa Kolumba v Severní a Jižní Americe a přešla Haiti na koni.

### Válečná zpravodajka
Harriet Chalmers Adamsová působila jako korespondentka Harper's Magazine v Evropě během první světové války. Byla jedinou ženou novinářkou, která mohla pracovat v zákopech.
Když v roce 1935 spolu s manželem navštívila východní Bolívii během druhé delší cesty do Jižní Ameriky, napsala pro National Geographic Society dvacet jedna článků, které obsahovaly její fotografie, například Some Wonderful Sights in the Andean Highlands (Nádherné památky v Andské vysočině, září 1908), „Kaleidoscopic La Paz: City of the Clouds“ (únor 1909) a „River-Encircled Paraguay“ (duben 1933). Psala o Trinidadu, Surinamu, Bolívii, Peru a trans-andské železnici mezi Buenos Aires a Valparaiso .
V roce 1925 pomohla Adamsová založit Society of Woman Geographers (Společnost geografek). Celkově se říká, že Adamsová urazila více než sto tisíc kilometrů a zaujala stovky diváků. New York Times napsal: „Harriet Chalmers Adamsová je největší americkou průzkumnicí. Žádný přednášející, muž ani žena, nemá magičtější kontrolu nad publikem než ona.“
Zemřela ve francouzském Nice 17. července 1937 ve věku 61 let. Nekrolog ve Washington Post ji nazvala dobrodruhem, která nikdy nepřestala bloudit vzdálenými kouty světa. Je pohřbena v kapli Chapel of the Chimes v Oaklandu v Kalifornii.

## Galerie

Harriet Chalmers Adamsová v ZOO s lamou
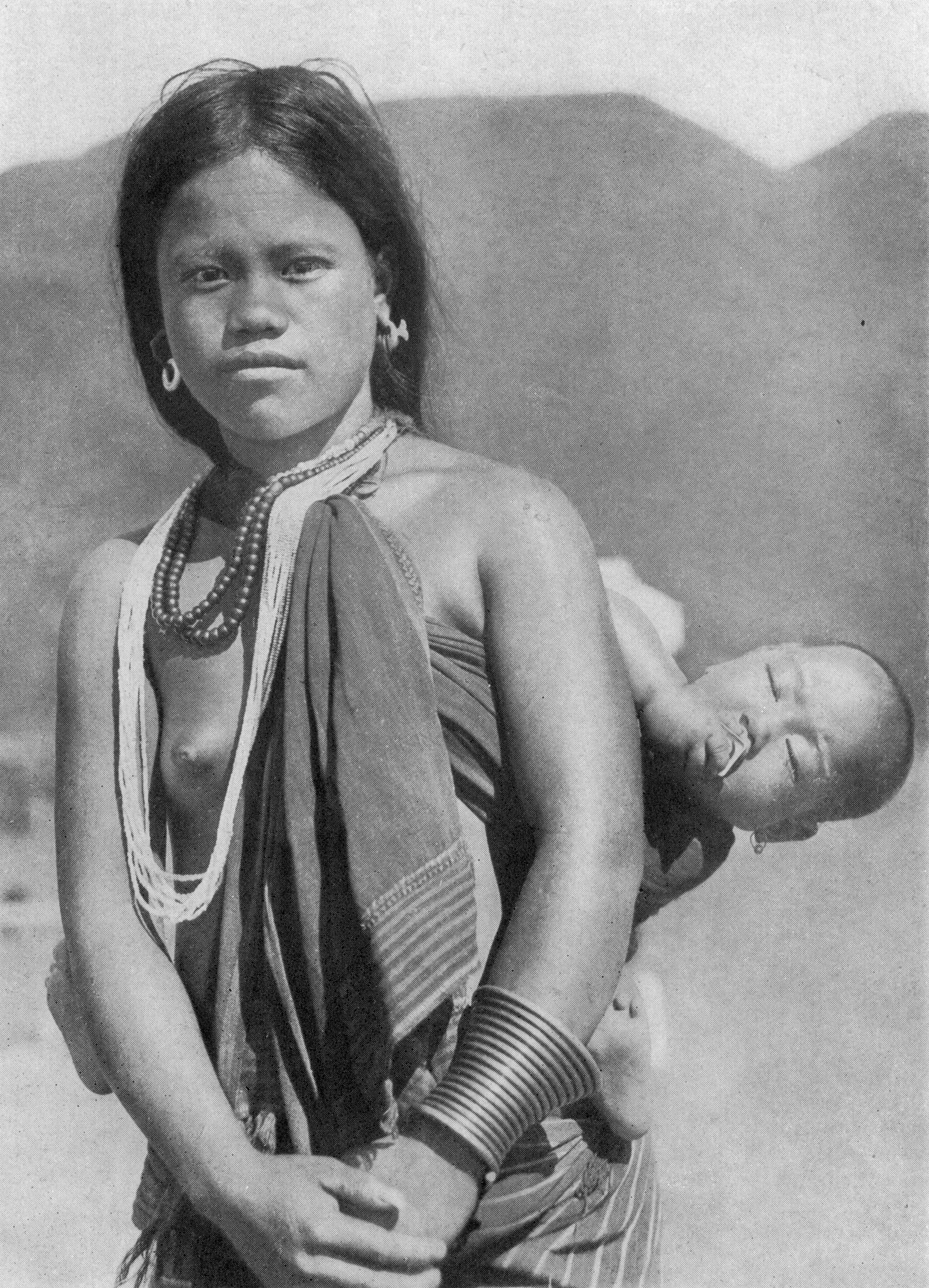
Motherhood in the Philippines
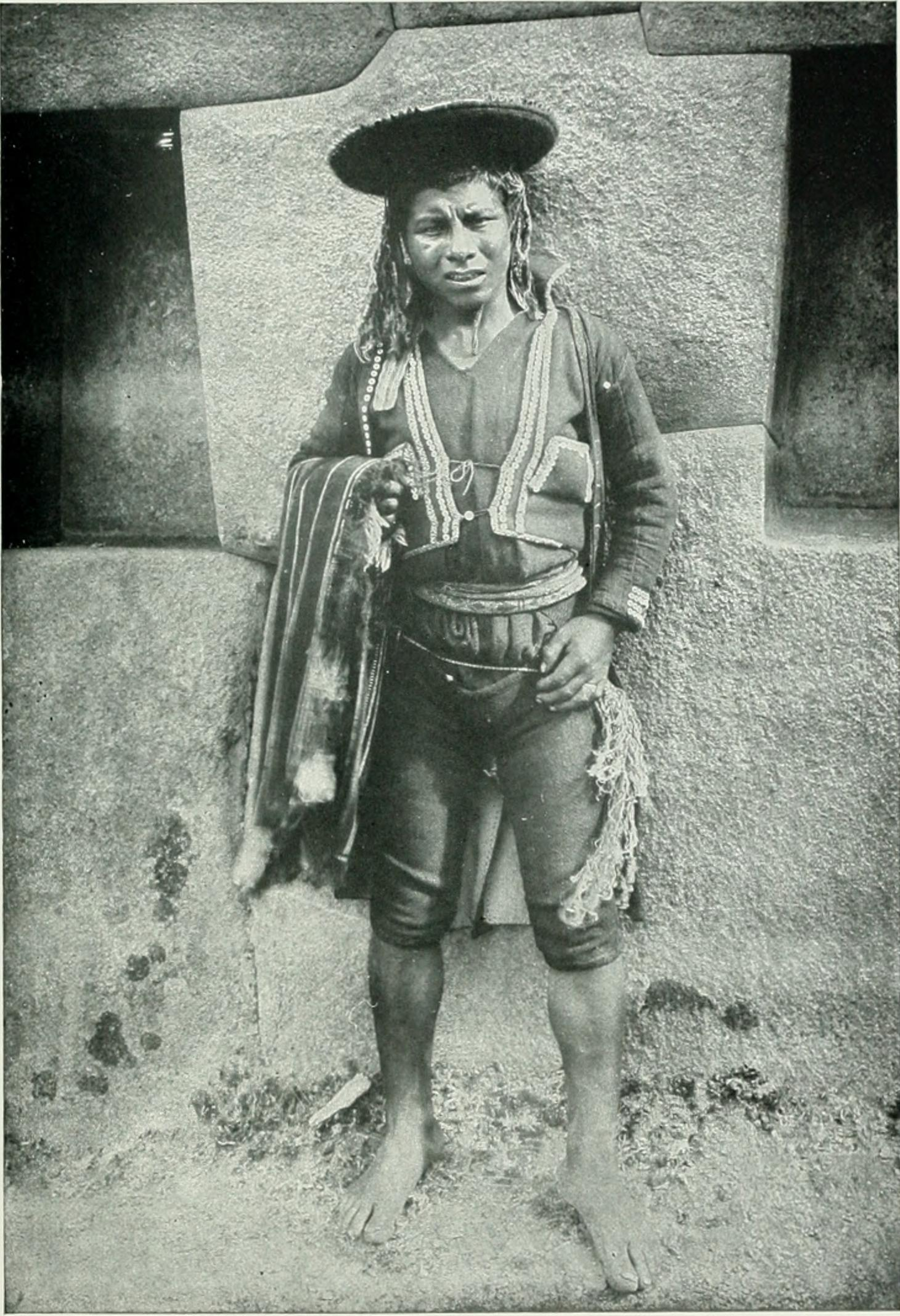
Scenes from every land, second series; a collection of 250 illustracions picturing the people, natural phenomena, and animal life in all parts of the world
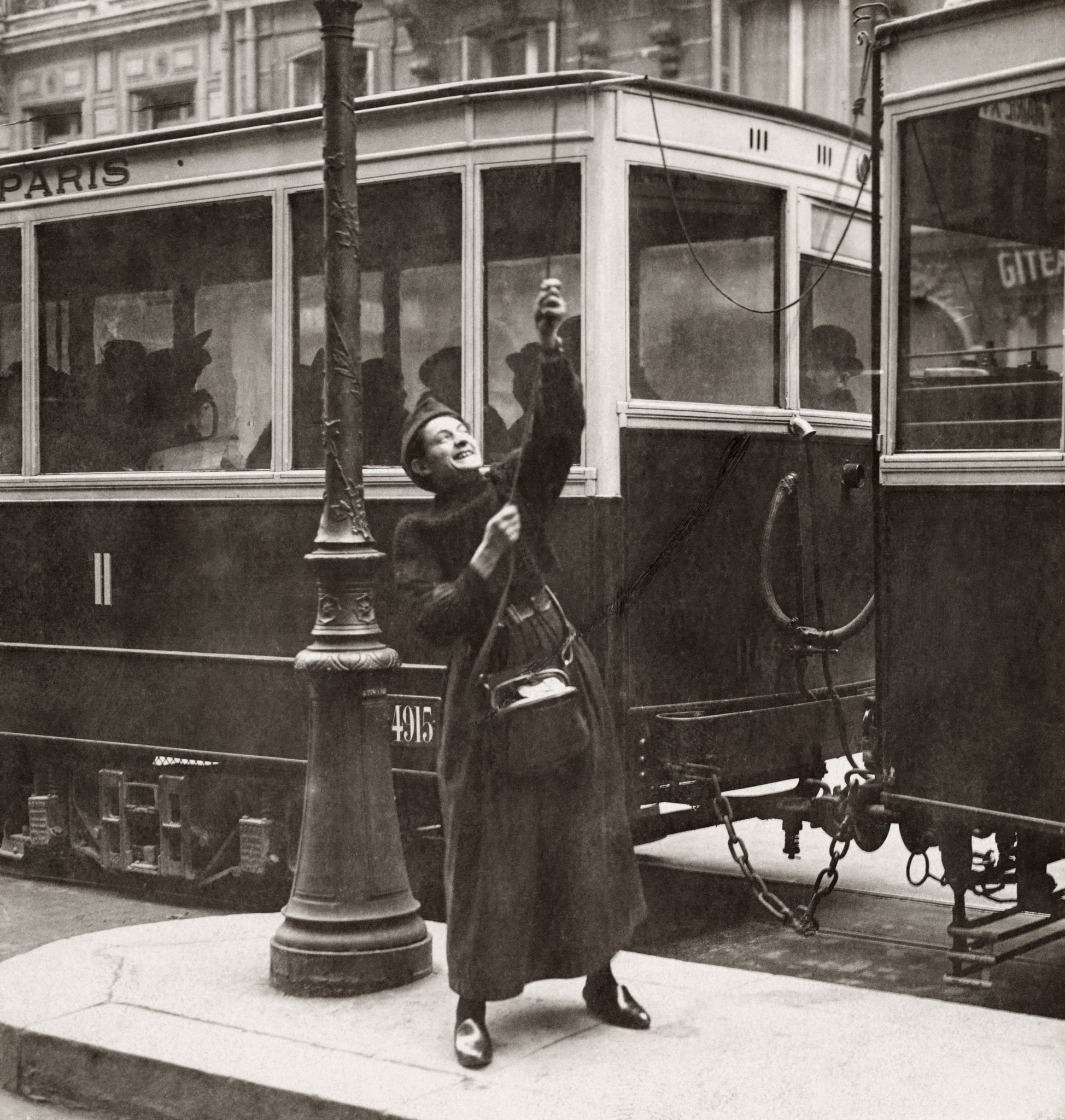
Woman operating a tram in Lorraine
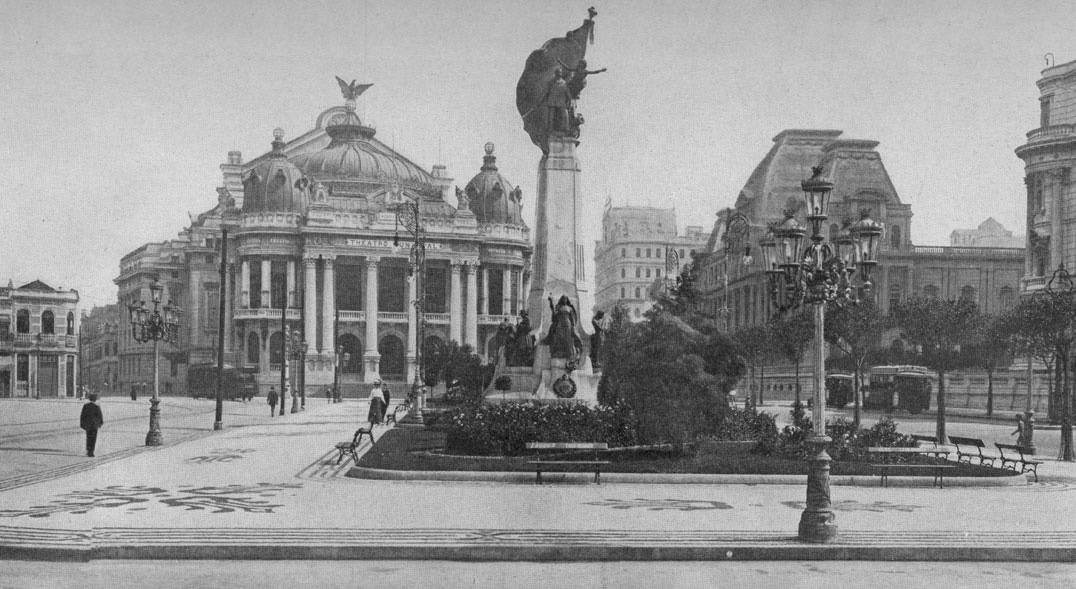
Cinelandia, 1919
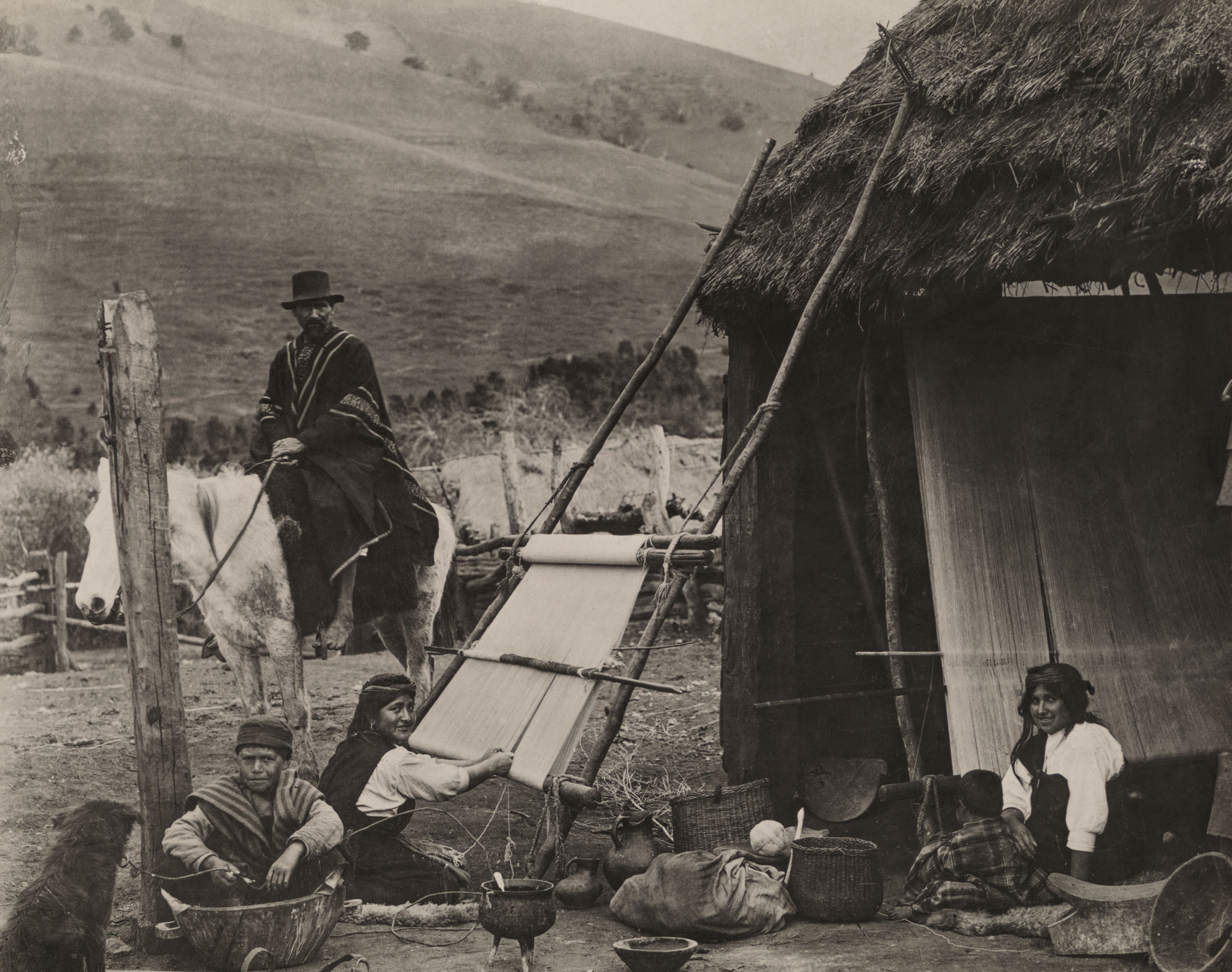
Araucanian family in the early 1920–1930
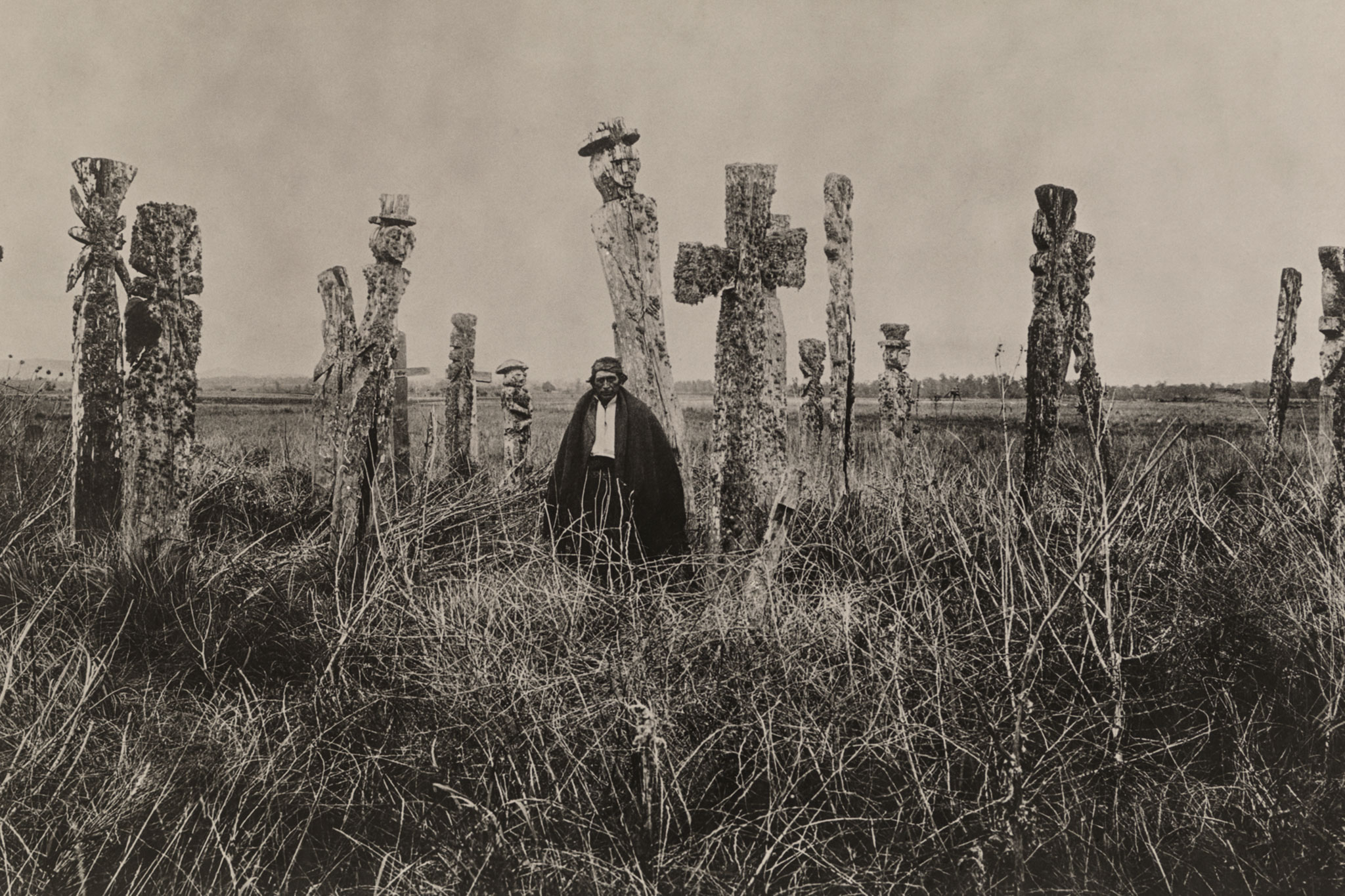
Araucanian man in graveyard